# Cantó de Drancy
El cantó de Drancy és un cantó francès del departament de Sena Saint-Denis, situat al districte de Le Raincy. Té part del municipi de Drancy. El cantó de Drancy va ser creat pel decret del 20 de juliol de 1967, durant la constitució del departament de Seine-Saint-Denis. Estava formada per una fracció de la comuna de Drancy, situada al sud-oest de la comuna, la resta formant part del cantó de Le Bourget.

## Municipis
- Drancy (part)

## Història
| Data d'elecció                           | Identitat       | Partit           | Qualitat |
| ---------------------------------------- | --------------- | ---------------- | -------- |
| 1967-1992                                | André Renard    | PCF              |          |
| 1992-2004                                | Gilbert Conte   | PCF              |          |
| 2004-                                    | Stéphane Salini | UMP, després UDI |          |
| les dades anteriors no són pas conegudes |                 |                  |          |
|                                          |                 |                  |          |

## Demografia
| A partir de 1990: Població sense dobles comptes |